# Lago di Ripasottile
Il lago di Ripasottile è un lago del Lazio.

## Geografia fisica

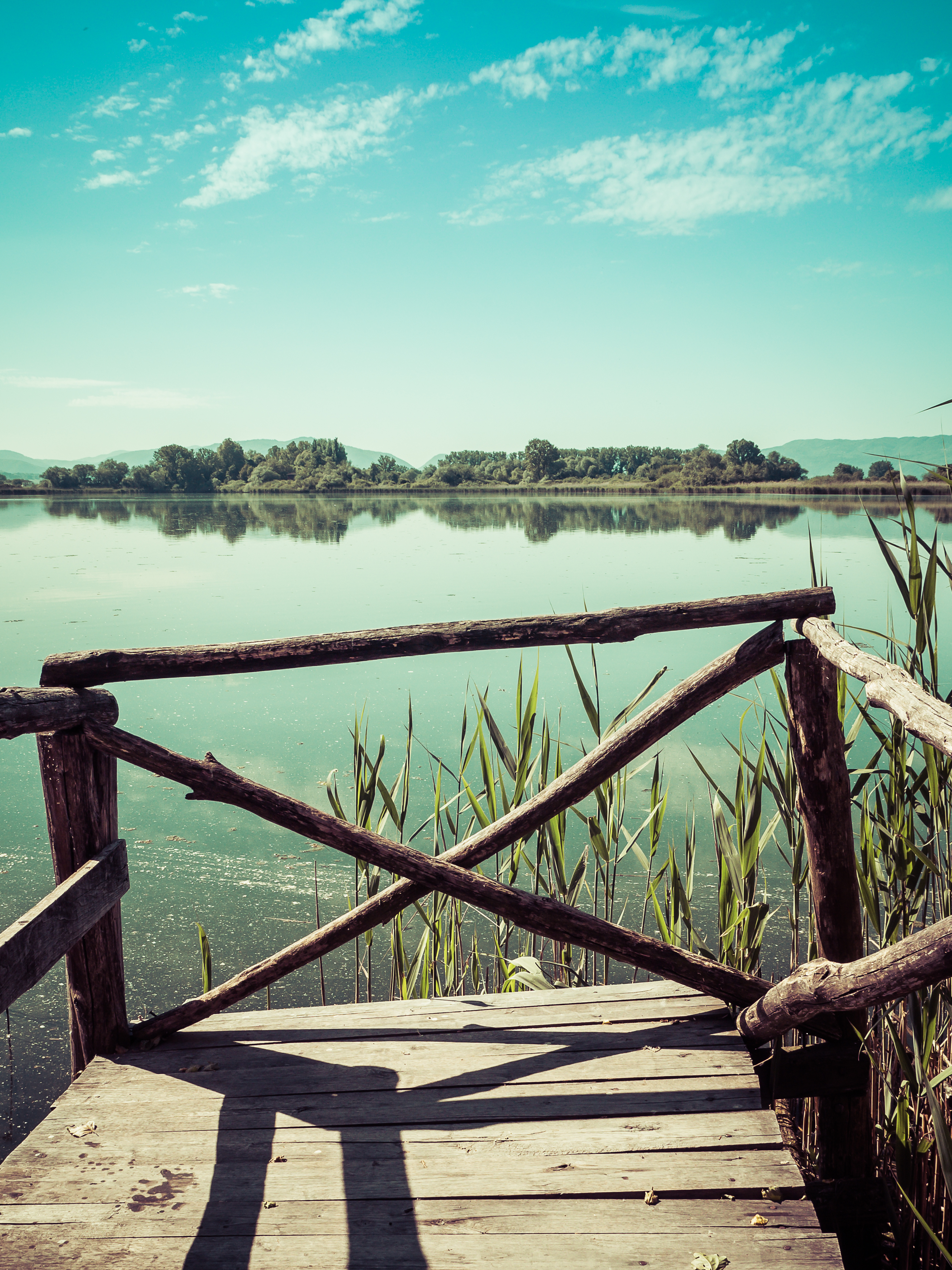
Pontile sul Lago di Ripasottile

Il lago si trova nella piana di Rieti nel Lazio, e riceve le acque dal vicino lago Lungo grazie al canale della Vergara. All'interno del lago si trovano le isole di Mattella e dello Scoscione.

## Storia
Con il lago di Piediluco, il lago Lungo, il lago di Ventina ed altri specchi d'acqua minori è quanto rimane dell'antico lacus Velinus. Dal 1985 fa parte della Riserva parziale naturale dei Laghi Lungo e Ripasottile.